# Krøs
En krøs, er egentlig den not som bunden/toppen sættes fast i på et kar som bødkeren er i færd med at fremstille. Men lige så vel navnet på den høvl der bruges til at lave noten med. Håndkrøs(e), Krøsbræt, Krydsbræt, Krøshøvl, Krøstræ, Amerikansk krøs, Krøsjern, Krusejern, Krøsmejern eller Krysmejern, samt Knivkrøs og Langkrøs. Fra Vendsyssel kendes ordet løgkrøs eller løjjern (løg er egl. det samme som lug = den del af et kar der er mellem bunden og kanten, uden for krøsen). På grund af formen tales ligeledes om en halvmåne(krøs), der skal være det samme som en amerikansk krøs. Sammenlign i øvrigt med lughøvl.
I moderne skolesløjd under emnet grøn sløjd fremstilles ofte grendåser, et udhulet stykke gren med en bund nedfældet i en rille, en krøsgang, og hertil anvendes en krøshøvl, der i denne sammenhæng har fået navnet en grendåsehøvl, som er udviklet på Dansk Sløjdlærerskole, og som forhandles gennem sløjdfirmaet Linå.
- Langkrøs fra Sønderborg Slot, 1990
- Langkrøs fra Sønderborg Slot, 1990
- Krøs med 2 forskær. Sønderborg Slot, 1990

## Ekstern Henvisning
- http://www.baskholm.dk/haandbog/haandbog.html Arkiveret 16. september 2008 hos  Wayback Machine
- Salaman, R. A.: Dictionary of Woodworking tools ISBN 0-04-440256-2